# FIBA Women's World Cup 2003
La FIBA Women's World Cup 2003 è stata la prima edizione della competizione della FIBA dedicata alle migliori squadre di ogni continente.
La competizione è stata approvata nella riunione della FIBA a San Juan nel maggio 2003. La Federazione ne ha assegnato l'organizzazione alla Russia dal 2004 al 2008. L'evento del 2003 era considerato un'edizione pilota, a cui hanno preso parte otto formazioni (due russe, più le vincitrici delle coppe dei campioni continentali), con l'obiettivo di allargare la partecipazione ad altre società.
Alla Coppa del Mondo Femminile hanno partecipato alcune tra le migliori giocatrici del mondo, tra cui l'mvp della WNBA Lauren Jackson. La finale si è disputata il 19 ottobre alla MLT-Arena di Samara: hanno vinto le padrone di casa del VBM-SGAU in finale sulla selezione WNBA, davanti a 2.500 spettatori.

## Turno preliminare

### Gruppo A
| Pos | Squadra                 | G | V | P | PF  | PS  | DP  | Qualificazione                      |  | UMM   | WNB   | WBS   | SPF   |
| --- | ----------------------- | - | - | - | --- | --- | --- | ----------------------------------- |  | ----- | ----- | ----- | ----- |
| 1   | UMMC Ekaterinburg       | 3 | 3 | 0 | 247 | 162 | +85 | Qualificate alla semifinale         |  | —     |       |       | 83–52 |
| 2   | WNBA                    | 3 | 2 | 1 | 227 | 183 | +44 | Qualificate alla semifinale         |  | 54–68 | —     | 86–53 |       |
| 3   | WooriBank Seoul         | 3 | 1 | 2 | 189 | 257 | −68 | Qualificate alle finali 5º/8º posto |  | 56–96 |       | —     |       |
| 4   | Sao Paulo Futebol Clube | 3 | 0 | 3 | 189 | 250 | −61 | Qualificate alle finali 5º/8º posto |  |       | 62–87 | 75–80 | —     |

### Gruppo B
| Pos | Squadra                 | G | V | P | PF  | PS  | DP   | Qualificazione                      |  | VAL   | VBM    | CAN   | MAM    |
| --- | ----------------------- | - | - | - | --- | --- | ---- | ----------------------------------- |  | ----- | ------ | ----- | ------ |
| 1   | US Valenciennes Olympic | 3 | 3 | 0 | 272 | 154 | +118 | Qualificate alla semifinale         |  | —     |        | 90–68 | 104–26 |
| 2   | VBM-SGAU                | 3 | 2 | 1 | 240 | 166 | +74  | Qualificate alla semifinale         |  | 60–79 | —      |       |        |
| 3   | Canberra Capitals       | 3 | 1 | 2 | 226 | 206 | +20  | Qualificate alle finali 5º/8º posto |  |       | 56–72  | —     | 102–45 |
| 4   | Mambas de Mozambique    | 3 | 0 | 3 | 102 | 314 | −212 | Qualificate alle finali 5º/8º posto |  |       | 31–108 |       | —      |

## Torneo di classificazione

### Tabellone
|  | Semifinali 5º/8º posto  | Semifinali 5º/8º posto  | Semifinali 5º/8º posto |                 |                   | Finale 5º/6º posto      | Finale 5º/6º posto      | Finale 5º/6º posto |  |
|  |                         |                         |                        |                 |                   |                         |                         |                    |  |
|  | Sao Paulo Futebol Clube | Sao Paulo Futebol Clube | 66                     |                 |                   |                         |                         |                    |  |
|  | Sao Paulo Futebol Clube | Sao Paulo Futebol Clube | 66                     |                 |                   |                         |                         |                    |  |
|  | Canberra Capitals       | Canberra Capitals       | 88                     |                 |                   |                         |                         |                    |  |
|  | Canberra Capitals       | Canberra Capitals       | 88                     |                 | Canberra Capitals | Canberra Capitals       | 74                      |                    |  |
|  |                         |                         |                        |                 | Canberra Capitals | Canberra Capitals       | 74                      |                    |  |
|  |                         |                         | WooriBank Seoul        | WooriBank Seoul | 63                |                         |                         |                    |  |
|  | Mambas de Mozambique    | Mambas de Mozambique    | WooriBank Seoul        | WooriBank Seoul | 63                | 53                      |                         |                    |  |
|  | Mambas de Mozambique    | Mambas de Mozambique    |                        |                 |                   | 53                      |                         |                    |  |
|  | WooriBank Seoul         | WooriBank Seoul         | 95                     |                 |                   | Finale 7º/8º posto      | Finale 7º/8º posto      | Finale 7º/8º posto |  |
|  | WooriBank Seoul         | WooriBank Seoul         | 95                     |                 |                   |                         |                         |                    |  |
|  |                         |                         |                        |                 |                   |                         |                         |                    |  |
|  |                         |                         |                        |                 |                   | Sao Paulo Futebol Clube | Sao Paulo Futebol Clube | 90                 |  |
|  |                         |                         |                        |                 |                   | Sao Paulo Futebol Clube | Sao Paulo Futebol Clube | 90                 |  |
|  |                         |                         |                        |                 |                   | Mambas de Mozambique    | Mambas de Mozambique    | 72                 |  |

## Torneo finale

### Tabellone
|  | Semifinali        | Semifinali        | Semifinali |            |      | Finale            | Finale            | Finale          |  |
|  |                   |                   |            |            |      |                   |                   |                 |  |
|  | WNBA              | WNBA              | 71         |            |      |                   |                   |                 |  |
|  | WNBA              | WNBA              | 71         |            |      |                   |                   |                 |  |
|  | Valenciennes      | Valenciennes      | 65         |            |      |                   |                   |                 |  |
|  | Valenciennes      | Valenciennes      | 65         |            | WNBA | WNBA              | 68                |                 |  |
|  |                   |                   |            |            | WNBA | WNBA              | 68                |                 |  |
|  |                   |                   | CSKA Mosca | CSKA Mosca | 72   |                   |                   |                 |  |
|  | CSKA Mosca        | CSKA Mosca        | CSKA Mosca | CSKA Mosca | 72   | 75                |                   |                 |  |
|  | CSKA Mosca        | CSKA Mosca        |            |            |      | 75                |                   |                 |  |
|  | UMMC Ekaterinburg | UMMC Ekaterinburg | 67         |            |      | Finale 3º posto   | Finale 3º posto   | Finale 3º posto |  |
|  | UMMC Ekaterinburg | UMMC Ekaterinburg | 67         |            |      |                   |                   |                 |  |
|  |                   |                   |            |            |      |                   |                   |                 |  |
|  |                   |                   |            |            |      | Valenciennes      | Valenciennes      | 64              |  |
|  |                   |                   |            |            |      | Valenciennes      | Valenciennes      | 64              |  |
|  |                   |                   |            |            |      | UMMC Ekaterinburg | UMMC Ekaterinburg | 70              |  |

### Finale
| Arbitri: | Udagawa Luigi Lamonica |

|             |            |                      |
| Teasley 21  | Punti      | 17 Stepanova         |
| Ferdinand 3 | Assist     | 3 quattro giocatrici |
| Ford 6      | Rimbalzi   | 16 Stepanova         |
| Cooper      | Allenatori | Grudin e Golovin     |

| Quintetto titolare | Quintetto titolare | Quintetto titolare     | Pt | Rim | Ass |
| ------------------ | ------------------ | ---------------------- | -- | --- | --- |
|                    | 4                  | Nikki Teasley          | 21 | 4   | 2   |
|                    | 5                  | Coretta Brown          | 0  | 0   | 0   |
|                    | 6                  | Kara Lawson            | 2  | 5   | 0   |
|                    | 7                  | Marie Ferdinand        | 11 | 2   | 3   |
|                    | 8                  | K.B. Sharp             | 0  | 0   | 1   |
|                    | 10                 | LaToya Thomas          | 5  | 2   | 0   |
|                    | 11                 | Cheryl Ford            | 15 | 6   | 1   |
|                    | 12                 | Michelle Snow          | 6  | 5   | 0   |
|                    | 14                 | Adrian Williams-Strong | 4  | 5   | 0   |
|                    | 15                 | Ruth Riley             | 4  | 4   | 0   |
| Allenatore:        |                    |                        |    |     |     |
| Michael Cooper     |                    |                        |    |     |     |

| WNBA |  | VBM-SGAU |

| WNBA          | Statistiche        | VBM-SGAU      |
| ------------- | ------------------ | ------------- |
|               | Statistiche        |               |
| 21/60 (35.0%) | Tiro da 2          | 18/37 (48.6%) |
| 4/12 (33.3%)  | Tiro da 3          | 1/8 (12.5%)   |
| 14/21 (66.7%) | Tiri liberi        | 33/43 (76.7%) |
| 14            | Rimbalzi offensivi | 8             |
| 19            | Rimbalzi difensivi | 35            |
| 33            | Rimbalzi totali    | 43            |
| 7             | Assist             | 13            |
| 13            | Palle perse        | 24            |
| 8             | Palle rubate       | 4             |
| 3             | Stoppate           | 5             |
| 28            | Falli              | 18            |

| Quintetto titolare | Quintetto titolare | Quintetto titolare    | Pt   | Rim  | Ass  |
| ------------------ | ------------------ | --------------------- | ---- | ---- | ---- |
|                    | 4                  | Ol'ga Artešina        | 2    | 3    | 0    |
|                    | 5                  | Oksana Rachmatulina   | 9    | 2    | 3    |
|                    | 6                  | Mwadi Mabika          | 16   | 6    | 3    |
|                    | 7                  | Kamila Vodičková      | 13   | 9    | 3    |
|                    | 9                  | Ol'ga Najmušina       | 2    | 0    | 0 )  |
|                    | 10                 | Ilona Korstin         | 3    | 4    | 1    |
|                    | 11                 | Marija Stepanova      | 17   | 16   | 3    |
|                    | 12                 | Julija Koroleva       | n.e. | n.e. | n.e. |
|                    | 13                 | Ekaterina Demagina    | n.e. | n.e. | n.e. |
|                    | 14                 | Tat'jana Šč'egoleva   | 10   | 3    | 0    |
|                    | 15                 | Ol'ga Podkoval'nikova | n.e. | n.e. | n.e. |
| Allenatore:        |                    |                       |      |      |      |
| Igor Grudin        |                    |                       |      |      |      |

## Squadra campione
- Squadra campione • CSKA Mosca (1º titolo): Ol'ga Artešina, Oksana Rachmatulina, Mwadi Mabika, Kamila Vodičková, Ol'ga Najmušina, Ilona Korstin, Marija Stepanova, Julija Koroleva, Ekaterina Demagina, Tat'jana Šč'egoleva, Ol'ga Podkoval'nikova. Allenatore: Igor' Grudin e Vladimir Golovin.